# 博多華丸
博多 華丸（はかた はなまる、1970年〈昭和45年〉4月8日 - ）は、日本のお笑いタレント、司会者。
福岡県福岡市早良区出身。旧芸名は鶴屋 華丸（つるや はなまる）。お笑いコンビ・博多華丸・大吉のボケ担当。相方は博多大吉。
本名は岡崎 光輝（おかざき みつてる）。吉本興業所属。足のサイズは27.5cm。
R-1ぐらんぷり2006優勝者。福岡吉本での活動を経て、2005年からコンビで東京吉本へ移動した。

## 来歴
土建業を営む一家の長男として生まれる。福岡市立大楠小学校、福岡市立高宮中学校・福岡大学附属大濠高等学校卒業、指定校推薦入学で私立である福岡大学工学部へ（後に中退）。在籍していた落語研究会での高座名は「福々亭茶崙（さろん）」。
長らく「鶴屋華丸・亀屋大吉」として活動していたが、福岡吉本の元職員で占いに詳しい人物に相談したところ、「博多」の屋号に改名するように言われ、コンビ名も博多華丸・大吉に改名。
福岡では名が知られていたが、福岡吉本で同期だったカンニング竹山がカンニングとしてブレイクし、福岡吉本時代の後輩芸人だったヒロシが東京で売れたことなどに刺激を受け、2005年より拠点を東京に移した。神奈川県横浜市に在住。
同年12月以降開催されたR-1ぐらんぷりの予選に初エントリーし、決勝に進出。決勝では児玉清のモノマネ芸を披露し「R-1ぐらんぷり 2006」で優勝。2014年には博多華丸・大吉として「THE MANZAI 2014」で優勝した。
華丸は、R-1とTHE MANZAIの両方で優勝した事のある唯一の芸人となっている。
2000年の1年間、月1回吉本新喜劇に出演していた。

## 人物
主な愛称は華丸。一部のファンや芸人からは本名の『岡崎さん』と呼ばれている。岡崎さんと呼び始めたのは雨上がり決死隊の蛍原徹であり、そのことに華丸本人は感謝しており、家族からも喜ばれている。『アメトーーク』では「ネギ芸人」や「ポテトサラダ芸人」、「油揚げ芸人」などの飲食芸人に毎回出演しており、「そこだけが唯一、相棒の大吉先生に勝ってるとこ」として食べ物へのこだわりが強く、自身の結婚式も福岡市内の料亭で挙げた。
福岡ソフトバンクホークスの熱狂的ファン。ホークスの選手とは福岡を拠点に活動していた頃から公私共に交流が深く、2011年の日本シリーズでホークスが優勝した際には祝勝会のビールかけにゲスト参加した。キャッチボールは、左投げ。かつては、ホークスが福岡に来て以降も当時の福岡吉本の所長に半強制的にホークスファンに変えられるまでは広島東洋カープのファンであった。高校時代には「月刊カープファン」を予約購読しており、前田智徳については、2013年に「大きな声では言えませんが 僕が一番好きな選手は、前田です」と述べている。
学生時代、ドラマ『愛しあってるかい！』に出演する陣内孝則を観て、全国放送で博多弁をしゃべりたいと思い立つ。
青春時代は「長渕一本だった」と公言する長渕剛のファンでもあり、上京後も長渕の新曲発表コンベンションに赴くなどしているほか、「アメトーーク」『長渕剛芸人』の回に出演し本人とのエピソードを語ったり、2015年8月には、「ゴリパラ見聞録」（テレビ西日本）のロケで「長渕剛 10万人オールナイト・ライヴ2015 in富士山麓」に赴いたパラシュート部隊、ゴリけんらと共に同コンサートを観賞するなどしている。
NHK『連続テレビ小説』を始めテレビドラマの大ファンでもある。朝ドラに関して、『おしん』、『はね駒』（ファンである斉藤由貴がヒロインを担当）、『走らんか!』（地元・福岡が舞台）、『あまちゃん』『ひよっこ』を特に気に入っている。『ひよっこ』に関してはオープニング映像や主題歌になった桑田佳祐の「若い広場」を「かっこ良かった。昭和のあの感じ」と高く評価している。

## 家族
弟が1人いる。妻とは、華丸が居酒屋でアルバイトをしていた際に客として来た縁で知り合い、1998年に結婚。
2人の娘がおり、次女は女性アイドルグループ「さくら学院」、BABYMETALのサポートダンサー「アベンジャーズ」を経て2023年より「MOMOMETAL」名で正規メンバーとして活動する岡崎百々子。

## モノマネ
- ばってん荒川
華丸の十八番。このモノマネをする際は、「ばってん室見川[注 2]」と名乗ることもある。当人が九州以外ではほぼ知られていないため、いわゆる「地方限定ネタ」とされる一方、地元・福岡では児玉清よりこちらのモノマネの方が浸透しており、華丸の代表ネタとして捉えられている。
- 児玉清
『パネルクイズ アタック25』ネタが多い。「アタックチャーンス」「その通り」など、同番組における象徴的な児玉のセリフが入ることもある。「児玉清のあいうえお作文」というネタもある（中身は『パネルクイズ アタック25』ネタ）。
- 川平慈英
『ASAYAN』（テレビ東京）のシャ乱Qオーディションでの食い気味のナレーションのモノマネ。サッカー日本代表のスターティングメンバーを発表していくうちにいつの間にかホークスの選手になってしまう[注 3]。楽天カードのCMで慈英が演じる「楽天カードマン」などレパートリーは多数。
- ジョン・カビラ
慈英の実兄。
- 手嶋準一（気象予報士）
手嶋自体は出演しているテレビ西日本の放送エリア外ではほとんど知名度がなく、これもまたばってん同様「地方限定ネタ」の一つとなっている。
- 福岡ソフトバンクホークス監督の王貞治
フジテレビ系列『とんねるずのみなさんのおかげでした』内のコーナー「細かすぎて伝わらないモノマネ選手権8」ほか。
- 簑原孝宏（福岡ソフトバンクホークス球団統括本部副本部長/同上）
- トーカ堂社長の北義則（同上）
- 横峯良郎（同上）
- みのもんた
テレビ東京『ぶちぬき』木曜・極楽とんぼの「鬼のツボ合戦」で2005年に披露。
- フィル・ジャクソン
NBAの名コーチ。『鉄腕ももち』で一度だけ披露。外見､リアクションのみでしゃべりのモノマネはなかった。
- パンチョ伊東
『鉄腕ももち』、『ガッチがち』等で披露。
- 戸張捷
『とんねるずのみなさんのおかげでした』「細かすぎて伝わらないモノマネ選手権13」で披露。
- 三笑亭夢之助
『とんねるずのみなさんのおかげでした』「細かすぎて伝わらないモノマネ選手権19」で、夢之助が長年司会を務める北九州市の「わっしょい百万夏まつり」における司会の様子のモノマネを披露。

## 児玉清との関係
福岡での活動中から児玉清のモノマネを披露していた。2005年11月に『とんねるずのみなさんのおかげでした』内のコーナー「細かすぎて伝わらないモノマネ選手権6」に出場し、児玉清のモノマネで優勝した。12月29日に放送された「全国大会」でも児玉清のモノマネで再度優勝し、賞金100万円を手にした。2006年はR-1ぐらんぷりに出場し児玉清のモノマネ（あいうえお作文「あ行」から「た行」）で優勝、トロフィーと賞金500万円を獲得した｡自身のブレイクのきっかけをつかむネタでもあったため、「もし、（児玉のモノマネが）なければここにはいません」と断言している。
児玉本人は、自身のモノマネに対し「僕は似てないと思うんだけど、家内が似てると言うんだよ」と述べていた。
2006年9月3日放送の「アタック25芸能人大会」で、児玉本人と初共演した。
児玉のモノマネとして、2007年8月25日に等々力陸上競技場で行われたJリーグ・川崎フロンターレ対ガンバ大阪戦で川崎が行った集客PRキャンペーン「アタック!25日」に登場した。福岡市にもJリーグクラブ・アビスパ福岡があり、その応援もしている華丸は川崎からの依頼にためらったものの、この年は福岡がJ2リーグにおり、川崎とは直接対戦しないので出演を決めたと自らのブログで説明した。
児玉に対しての敬意として、「アタックチャンス」の宣言の際、児玉は右手を用いているが、華丸は左手を用いている。2011年5月16日、児玉が胃癌で死去した際に、自身が偽物であることに由来し、また児玉本人への敬意の表れでもあると言った。先述の「アタック25」に出演した際のみ、児玉自身の提案により児玉・華丸ともに右手での宣言が実現した。5月21日に営まれた児玉の葬儀には大吉と共に参列した。
児玉の死去後の取材で、華丸は児玉に「僕のモノマネで食っていけるの?」「そろそろいいんじゃない」と言われたことを明かしており、「新しいことにチャレンジしなさいと言われていたのかも」と解釈しつつ「もちろん、そういう（モノマネする）機会があればさせていただきます」と述べ、現在も児玉のモノマネを続けている。

## 出演
※ピンで出演しているもののみ記載。

### テレビ番組
現在のレギュラー出演
- ギア猿（ゴルフネットワーク、2017年2月15日 - 、MC）
- 華丸の「先生!染まりんしゃったね...。」（RKB毎日放送、2021年4月30日 - 、MC）[24]

過去のレギュラー出演
- ゴゴスマ -GO GO!Smile!-（CBCテレビ/TBS系、2014年10月2日 - 2018年9月28日、木曜日レギュラー）
- 博多華丸のもらい酒みなと旅→博多華丸のもらい酒みなと旅2（テレビ東京、2015年10月5日 - 2020年3月23日）

### ラジオ
現在の番組
- 華結び（RKBラジオ、2021年4月24日 - 、パーソナリティ）[25]

過去の番組
- SHAKE HIP GROOVIN'（CROSS FM）
- ブービートラップ とりあえず生!（エフエム福岡）
- 華丸笑劇場（エフエム福岡）
- 東京REMIX族（J-WAVE）
- ザ・トップ5〈シーズン4〉（TBSラジオ、2014年9月30日 - 2015年3月24日、火曜日コメンテーター）
- 博多華丸のくろいさでつながるバイ!（RKBラジオ）
- 赤江珠緒 たまむすび（TBSラジオ）- コーナーレギュラー『おもしろい大人』（第5水曜日担当）

### テレビドラマ
- ジャッジ 〜島の裁判官奮闘記〜（2007年、NHK） - 平田透 役
- めんたいぴりり（2013年、テレビ西日本） - 海野俊之 役（主演）
  - めんたいぴりり2（2015年、テレビ西日本）
- ガチ★星（2016年、テレビ西日本） - ラーメン屋店主 役 [26]
- 仮面ライダーエグゼイド（2016年10月 - 2017年8月、テレビ朝日） - 鏡灰馬 役[27]
- 大河ドラマ（NHK）
  - 真田丸（2016年） - 才蔵 役
  - 青天を衝け（2021年） - 西郷隆盛 役[28]
- 高嶺の花（2018年8月8日 - 9月12日、日本テレビ） - 坂東基樹 役
- THE GOOD WIFE / グッドワイフ（2019年1月13日 -　3月17日、TBS） - 林幹夫 役
- 真夏の少年〜19452020（2020年7月31日 - 9月18日、テレビ朝日） ‐ 三平三平 役[29]
- SUITS/スーツ2第6話（2020年8月17日、フジテレビ） - 碓氷秀明 役
- 晩酌の流儀2 第11話（2023年9月16日、テレビ東京） - 博多羽丸 役[30]

### Webドラマ
- ダメ田十勇士（2015年） - 才蔵 役

### 映画
- アキハバラ@DEEP（2006年） - キャットファイトの観客 役
- 死にぞこないの青（2008年） - 佐々木秀之 役
- ジャックと天空の巨人（2013年、日本語吹替版） - フォー 役[31]
- 仮面ライダーシリーズ - 鏡灰馬 役
  - 仮面ライダー平成ジェネレーションズ Dr.パックマン対エグゼイド&ゴーストwithレジェンドライダー（2016年）
  - 仮面ライダー×スーパー戦隊 超スーパーヒーロー大戦（2017年）
  - 劇場版 仮面ライダーエグゼイド トゥルー・エンディング（2017年）
- めんたいぴりり（2019年） - 海野俊之 役（主演）
- マスカレード・ナイト（2021年） - 浦辺幹夫 役

### 劇場アニメ
- 森のリトル・ギャング（2006年） - 警察官 役
- 映画 妖怪ウォッチ エンマ大王と5つの物語だニャン!（2015年12月19日） - 猫きよ 役

### CM
- バーパス（北九州市小倉北区にある温泉センター）
- 大口酒造「黒伊佐錦」 - 「くろいさがいいんです!」のフレーズで締める。
- ウォンツ・ウェルネス
- 日清シスコ「ごろっとグラノーラ」（2016年） ※ Webのみ [32]
- BOAT RACE振興会「Splash ボートレーサーになりたい!」第2話「入所」篇 - ボートレーサー養成所所長役[33]
- PayPay（2021年） - 宮川大輔と共演[34]
- カゴメ「野菜一日これ一本」（2022年6月 - ）

### CD
- SO.TA.I（1995年4月21日、Epic/Sony Records）

1994年にヒットした『DA.YO.NE』（EAST END×YURI）から派生したローカルバージョン。SOUTH END x YUKA from FUKUOKA名義でリリース。
メンバーは他に現・プー&ムーのおたこぷー、“YUKA”こと板谷由夏。

### 舞台
- めんたいぴりり（2015年3月6日-29日、博多座）
- 熱血!ブラバン少女。（2017年3月4日-26日、博多座）
- めんたいぴりり～博多座版～ 未来永劫編（2019年3月30日-4月21日 博多座、2019年9月22日-29日 明治座）
- 新生!熱血ブラバン少女。（2024年4月6日 - 21日、博多座 / 4月26日 - 28日、新歌舞伎座） - 主演・梅野夢雄 役[35][36]

## 作品
- もらい酒みなと旅 - 博多華丸＆須黒清華名義。

## 著書
- 食べずに終われんばい!in 福岡 ごはん 迷う芸人、博多華丸の大決断!（2012年4月20日、ヨシモトブックス） ISBN 978-4-84-709068-4
- バイバイねこバイ（2012年8月8日、アイフリーク） 絵本アプリ「こえほん」内配信